# Гай Аврелій Котта (консул 75 року до н. е.)
Гай Аврелій Котта лат. Gaius Aurelius Cotta (близько 120 до н. е. — 74 до н. е.) — римський політичний і державний діяч, консул 75 року до н. е., оратор.

## Життєпис
Був другом Марка Лівія Друза Молодшого, народного трибуна 91 року до н. е., після вбивства якого Аврелія Котту було вигнано з Риму.
Під час свого консуляту запропонував скасувати закон Сулли, що забороняв трибунам займати найвищі магістратури. Був проконсулом Галлії.